# 欲望の塊
『欲望の塊』（よくぼうのかたまり）は、2019年1月9日（8日深夜）から同年3月27日（26日深夜）までTOKYO MXで放送されていたバラエティ番組である。全12回。放送時間は毎週水曜 3:10 - 3:40 （火曜深夜、日本標準時）。

## 概要
歌舞伎町で働く30人のホストたちが2000万円相当のスーパーカー（ランボルギーニ社製）獲得を目指し、相撲やクイズなど、番組が用意したさまざまなゲームに挑む模様を12回にわたって放送。司会は、山本圭壱と小原春香が務めていた。山本にとっては、これがテレビ地上波放送への復帰後初のメインMC担当番組となった。

## 不祥事
番組終了後の2020年1月、賞品のスーパーカーが優勝者に渡されていないことが当事者によるTwitterでの訴えで発覚。その後、制作会社から出演者・現場スタッフへのギャラが支払われていないことや、企画自体にも賭博・詐欺罪の疑いがあるなどの指摘が新聞社やネットメディアによって報道された。これを受けて、番組を放送したTOKYO MX（東京メトロポリタンテレビジョン）は2020年1月21日、局のホームページ上に謝罪文を掲載した。
該当の制作会社はTOKYO MXとの取引実績が無かったため、放送枠の購入契約を仲介した別の制作会社によると、番組プロデューサーとは問題が明るみに出た同月17日から連絡がつかない状態が続いていたが、同月24日に福岡県福岡市西区にて遺体で見つかったことが同月27日に報じられた。自殺とみられている。
総務省はTOKYO MXに対して、2020年3月31日付で放送法に基づく行政指導を実施した。外部の企画会社と制作会社からの「持ち込み番組」に対するチェック機能が不十分であったことを問題視し、再発防止策を講じて取り組み内容を公表するように文書で求めた。
TOKYO MXは2020年4月24日に本問題の検証結果を発表。同局は過去に発生した「ニュース女子問題」を受けて考査部を設置するなど、事前チェック体制を強化していたが、取引先や制作体制の把握が不十分だったことや番組編成における曖昧さといった組織上の問題などが今回の事案を発生させた原因であると判断した。TOKYO MXは放送の健全な発達に寄与するように、放送するすべての番組の向上に取り組むことを改めて表明した。

## 出演者
- 司令官：山本圭壱（極楽とんぼ）
- 秘書：小原春香
- 総帥：小沢仁志
- このほか、エンディングムービーにラッパーのSHOが出演。